# Johann Karl Burckhardt
Johann Karl Burckhardt, (dopo la naturalizzazione Jean Charles) (Lipsia, 30 aprile 1773 – Parigi, 22 giugno 1825), è stato un astronomo e matematico tedesco naturalizzato francese.

## Biografia
Studiò matematica e astronomia a Lipsia. Successivamente, dopo essere stato assistente presso l’Osservatorio di Gotha, raggiunse l’Osservatorio della École militaire a Parigi allora diretta da Jérôme Lalande lavorando presso il Bureau des Longitudes. Nel 1799 fu naturalizzato francese e come cittadino francese fu eletto presso L'Institut de France nel 1804. Dopo la morte di Lalande nel 1807 Burckhardt divenne il direttore dell’Osservatorio della École militaire. Nel 1822 fu eletto membro onorario straniero della  American Academy of Arts and Sciences.
A Johann Karl Burckhardt la UAI ha intitolato il cratere lunare Burckhardt.

## Contributi scientifici
Burckhardt condusse studi approfonditi sulle orbite delle comete; in particolare il suo studio sulla cometa del 1770 gli fece guadagnare una grande reputazione. Nel 1812 pubblicò una approfondita teoria lunare dopo quella di  Pierre-Simon Laplace.  Nelle sue tavole lunari, basate su circa quattromila osservazioni, sono riportati aggiustamenti dei coefficienti basati sul metodo dei minimi quadrati. Uno speciale comitato del  Bureau des Longitudes  a cui parteciparono Laplace, Delambre, Bouvard, Arago e Poisson dopo averle visionate concluse che esse rappresentavano un miglioramento rispetto alle tavole lunari di Bürg.  A seguito di questo giudizio  furono ritenute per anni le più affidabili e furono ufficialmente usate per il calcolo delle effemeridi lunari nel The nautical almanac  dal  1821 al  1861.